# War Eternal
War Eternal – dziewiąty album studyjny szwedzkiego zespołu muzycznego Arch Enemy. Wydawnictwo ukazało się, najpierw w Japonii 4 czerwca 2014 roku nakładem wytwórni muzycznej Trooper Entertainment. Następnie płyta trafiła do sprzedaży w Europie, Stanach Zjednoczonych i Australii dzięki firmie Century Media Records. Był to pierwszy album formacji zarejestrowany z udziałem kanadyjskiej wokalistki Alissy White-Gluz, poprzednio związaną z grupą The Agonist, która zastąpiła Angelę Gossow.
Album dotarł do 44. miejsca listy Billboard 200 w Stanach Zjednoczonych sprzedając się w nakładzie 8 tys. egzemplarzy w przeciągu tygodnia od dnia premiery.

## Lista utworów
Opracowano na podstawie materiału źródłowego.
| Edycja podstawowa | Edycja podstawowa                          | Edycja podstawowa    | Edycja podstawowa                             | Edycja podstawowa |
| Nr                | Tytuł utworu                               | Słowa                | Muzyka                                        | Długość           |
| ----------------- | ------------------------------------------ | -------------------- | --------------------------------------------- | ----------------- |
| 1.                | „Tempore Nihil Sanat (Prelude in F Minor)” | utwór instrumentalny | Michael Amott                                 | 01:12             |
| 2.                | „Never Forgive, Never Forget”              | Michael Amott        | Michael Amott, Nick Cordle                    | 03:43             |
| 3.                | „War Eternal”                              | Michael Amott        | Michael Amott, Nick Cordle                    | 04:16             |
| 4.                | „As the Pages Burn”                        | Alissa White-Gluz    | Michael Amott                                 | 04:01             |
| 5.                | „No More Regrets”                          | Alissa White-Gluz    | Michael Amott, Nick Cordle                    | 04:05             |
| 6.                | „You Will Know My Name”                    | Michael Amott        | Michael Amott, Nick Cordle                    | 04:37             |
| 7.                | „Graveyard of Dreams”                      | utwór instrumentalny | Michael Amott, Daniel Erlandsson              | 01:10             |
| 8.                | „Stolen Life”                              | Michael Amott        | Michael Amott                                 | 02:58             |
| 9.                | „Time Is Black”                            | Alissa White-Gluz    | Michael Amott, Daniel Erlandsson              | 05:23             |
| 10.               | „On and On”                                | Alissa White-Gluz    | Michael Amott, Nick Cordle                    | 04:04             |
| 11.               | „Avalanche”                                | Alissa White-Gluz    | Michael Amott, Nick Cordle, Daniel Erlandsson | 04:38             |
| 12.               | „Down to Nothing”                          | Michael Amott        | Michael Amott, Nick Cordle                    | 03:47             |
| 13.               | „Not Long for This World”                  | utwór instrumentalny | Michael Amott                                 | 03:29             |
|                   |                                            |                      |                                               | 47:23             |

| Edycja rozszerzona | Edycja rozszerzona                            | Edycja rozszerzona   | Edycja rozszerzona                            | Edycja rozszerzona |
| Nr                 | Tytuł utworu                                  | Słowa                | Muzyka                                        | Długość            |
| ------------------ | --------------------------------------------- | -------------------- | --------------------------------------------- | ------------------ |
| 1.                 | „Tempore Nihil Sanat (Prelude in F Minor)”    | utwór instrumentalny | Michael Amott                                 | 01:12              |
| 2.                 | „Never Forgive, Never Forget”                 | Michael Amott        | Michael Amott, Nick Cordle                    | 03:43              |
| 3.                 | „War Eternal”                                 | Michael Amott        | Michael Amott, Nick Cordle                    | 04:16              |
| 4.                 | „As the Pages Burn”                           | Alissa White-Gluz    | Michael Amott                                 | 04:01              |
| 5.                 | „No More Regrets”                             | Alissa White-Gluz    | Michael Amott, Nick Cordle                    | 04:05              |
| 6.                 | „You Will Know My Name”                       | Michael Amott        | Michael Amott, Nick Cordle                    | 04:37              |
| 7.                 | „Graveyard of Dreams”                         | utwór instrumentalny | Michael Amott, Daniel Erlandsson              | 01:10              |
| 8.                 | „Stolen Life”                                 | Michael Amott        | Michael Amott                                 | 02:58              |
| 9.                 | „Time Is Black”                               | Alissa White-Gluz    | Michael Amott, Daniel Erlandsson              | 05:23              |
| 10.                | „On and On”                                   | Alissa White-Gluz    | Michael Amott, Nick Cordle                    | 04:04              |
| 11.                | „Avalanche”                                   | Alissa White-Gluz    | Michael Amott, Nick Cordle, Daniel Erlandsson | 04:38              |
| 12.                | „Down to Nothing”                             | Michael Amott        | Michael Amott, Nick Cordle                    | 03:47              |
| 13.                | „Not Long for This World”                     | utwór instrumentalny | Michael Amott                                 | 03:29              |
| 14.                | „Shadow On The Wall” (cover Mike’a Oldfielda) | Mike Oldfield        | Mike Oldfield                                 | 3:03               |
|                    |                                               |                      |                                               | 50:26              |

| Bonus CD 2 | Bonus CD 2                                | Bonus CD 2 |
| Nr         | Tytuł utworu                              | Długość    |
| ---------- | ----------------------------------------- | ---------- |
| 1.         | „Never Forgive, Never Forget” (Demo 2013) | 3:42       |
| 2.         | „No More Regrets” (Demo 2013)             | 3:59       |
| 3.         | „You Will Know My Name” (Demo 2013)       | 4:15       |
| 4.         | „On And On” (Demo 2013)                   | 4:02       |
| 5.         | „As The Pages Burn” (Demo 2013)           | 3:50       |
|            |                                           | 19:48      |

| Bonus CD 3 | Bonus CD 3                                                | Bonus CD 3 |
| Nr         | Tytuł utworu                                              | Długość    |
| ---------- | --------------------------------------------------------- | ---------- |
| 1.         | „Never Forgive, Never Forget” (Instrumental Play-Through) | 3:45       |
| 2.         | „War Eternal” (Instrumental Play-Through)                 | 4:17       |
| 3.         | „As The Pages Burn” (Instrumental Play-Through)           | 4:02       |
| 4.         | „No More Regrets” (Instrumental Play-Through)             | 4:06       |
| 5.         | „You Will Know My Name” (Instrumental Play-Through)       | 4:39       |
| 6.         | „Stolen Life” (Instrumental Play-Through)                 | 3:00       |
| 7.         | „Time Is Black” (Instrumental Play-Through)               | 5:26       |
| 8.         | „On And On” (Instrumental Play-Through)                   | 4:06       |
| 9.         | „Avalanche” (Instrumental Play-Through)                   | 4:40       |
| 10.        | „Down To Nothing” (Instrumental Play-Through)             | 3:53       |
|            |                                                           | 41:54      |

## Twórcy
Opracowano na podstawie materiału źródłowego.
| Zespół Arch Enemy w składzie - Michael Amott - gitara rytmiczna, gitara prowadząca, produkcja muzyczna - Daniel Erlandsson - perkusja, instrumenty perkusyjne, instrumenty klawiszowe, inżynieria dźwięku - Sharlee D’Angelo - gitara basowa - Nick Cordle - gitara rytmiczna, gitara prowadząca, instrumenty klawiszowe, inżynieria dźwięku - Alissa White-Gluz - wokal prowadzący Dodatkowi muzycy - Per Wiberg - instrumenty klawiszowe - Henrik Janson - orkiestracje, aranżacje smyczków - Ulf Janson - instrumenty klawiszowe, orkiestracje, aranżacje smyczków | Inni - Costin Chioreanu - okładka, oprawa graficzna - Patric Ullaeus - zdjęcia - Jens Bogren - miksowanie, mastering, inżynieria dźwięku - Linn Fijal - inżynieria dźwięku - Staffan Karlsson - inżynieria dźwięku - Johan Örnborg - inżynieria dźwięku |

## Pozycje na listach
| Lista                   | Kraj              | Pozycja |
| ----------------------- | ----------------- | ------- |
| SNEP                    | Francja           | 56      |
| Billboard 200           | Stany Zjednoczone | 44      |
| Sverigetopplistan       | Szwecja           | 40      |
| Suomen virallinen lista | Finlandia         | 5       |
| Schweizer Hitparade     | Szwajcaria        | 16      |
| Ö3 Austria Top 40       | Austria           | 13      |
| Oricon                  | Japonia           | 17      |